# لوغان أوين
لوغان أوين (بالإنجليزية: Logan Owen)‏ هو دراج أمريكي، ولد في 25 مارس 1995 في بريميرتون في الولايات المتحدة.

## وصلات خارجية
- لوغان أوين على موقع الاتحاد الدولي للدراجات (الإنجليزية)
- لوغان أوين على موقع أرشيف الدراجات (الإنجليزية)
- لوغان أوين على موقع إحصائيات الدراجات الإحترافية (الإنجليزية)
- لوغان أوين على موقع نسبة الدراجات (الإنجليزية)